# Single action
Single action is een werkingsprincipe van de trekker van een vuurwapen.
Een vuurwapen wordt afgevuurd doordat de slagpin van een hamer op het slaghoedje van een patroon slaat. De slagkracht krijgt de hamer van een veer. Door deze veer te spannen en te blokkeren, is het wapen klaar om te vuren. Afvuren van een vuurwapen gebeurt door de blokkering van de hamer te verwijderen met een trekkerbeweging. 
Wanneer de hamer met de hand gespannen dient te worden en de trekker alleen gebruikt kan worden om de blokkering van een gespannen hamer op te heffen, spreekt men van een single-actionwapen of discontinu wapen. Als men de trekker van een wapen zowel kan gebruiken om de hamer te spannen, als om af te vuren, spreekt men van een double-actionwapen.
Het voordeel van een single-actionwapen is dat men slechts een kleine en lichte trekkerbeweging hoeft te maken om het wapen af te vuren. Hierdoor kan men een accurater schot lossen dan met een double-actionwapen. Het spannen van een double-actionwapen door middel van een trekkerbeweging kost meer kracht en een langere trekkerbeweging. Hierdoor is een schot afgevuurd met een double-actiontrekker vaak onnauwkeuriger. Men kan een double-actionwapen vaak ook single action bedienen door handmatig de hamer in gespannen positie te brengen.